# São José dos Ausentes
São José dos Ausentes är en kommun i Brasilien.   Den ligger i delstaten Rio Grande do Sul, i den södra delen av landet, 1 400 km söder om huvudstaden Brasília. Antalet invånare är 3 290.
I omgivningarna runt São José dos Ausentes växer i huvudsak städsegrön lövskog. Runt São José dos Ausentes är det glesbefolkat, med 15 invånare per kvadratkilometer.